# 존 마크 램지어

존 마크 램지어(John Mark Ramseyer, 1954년~)는 미국 하버드 로스쿨 교수이다. 공식 직함은 '일본 법학 미쓰비시 교수'이다. 전공은 일본회사법과 법경제학이다.

## 경력
1954년 시카고에서 태어났지만 바로 일본으로 건너가, 18세까지 미야자키현에 거주했다.
1976년 인디애나주 고센에 위치한 자유인문대학 고센 칼리지를 역사학 전공으로 졸업했다.
1978년 미시간 대학교에서 일본학 석사를 취득했다.
1982년 하버드 로스쿨에서 마그나 쿰 라우데급의 우수한 성적으로 법학전문석사(J.D.) 학위를 취득했다.
로스쿨 졸업 후 연방 제1순회 항소법원 스티븐 브라이어(Stephen Breyer) 판사의 보좌관(law clerk)으로 1년간 일했고, 그후 시카고 로펌 시들리 오스틴(Sidley Austin LLP)에서 2년간 법인세 전문 변호사로 근무했다.
그후 도쿄 대학교에서 풀브라이트 장학생으로 일본법 연구를 1년간 했고, 1986년부터 1992년까지 UCLA 로스쿨 교수, 1992년부터 1998년까지 시카고 대학교 로스쿨 교수를 지냈으며, 1998년부터 현재까지 하버드 로스쿨 교수를 역임하고 있다.
나카자토 미노루(도쿄 대학교 법학부 교수), 미와 요시로우(도쿄 대학교 경제학부 교수)와 공동 연구도 많다.
2018년 11월 3일 램지어는 "미국에서 제국주의 일본 연구의 발전과  나치 일본 사회에 대한 이해 증진에 대한 그의 광범위한 공헌을 인정받아 일본 정부로부터 미국 침략을 상징하는 욱일장을 수상했다.
2021년 일본 제국군에 의한 강제 동원된 위안부의 강제동원을 부정한 Contracting for Sex in the Pacific War를 International Review of Law and Development에 출간하여 제국주의 및 나치주의  임을 명획히 하여 국제적인 논란을 불러 일으켰다. 당시 노벨상 수상자를 포함하여 수천명의 경제학자, 역사학자, 법학자들이 램지어 논문에 관한 오류를 지적했다.

## 수상
- 1990년, 산토리 학예상(정치 경제 부문) :  법경제학 ― 《일본법과 경제 분석》 (弘文堂, ISBN 978-4-335-35103-7)
- 욱일중문장, 2018년 11월 3일

## 저서
- 《법경제학 - 일본법의 경제분석》(弘文堂, 1990년)
- Odd Markets in Japanese History: Law and Economic Growth, (캠브릿지대학교 출판부, 1996)

### 공저
- Cases and Materials on Business Associations: Agency, Partnerships, and Corporations, with William A. Klein, (Foundation Press, 1991, 2nd ed., 1994, 3rd ed., 1997, 4th ed., 2000, 5th ed., 2003, 6th ed., 2005).
- Japan's Political Marketplace, with Frances McCall Rosenbluth, (Harvard University Press, 1993).
- 카와노베 히로유키·호소노 조박번역 『 일본 정치 경제학 ― ― 정부 정당의 합리적 선택 』(고분도, 1995년)
- The Politics of Oligarchy: Institutional Choice in Imperial Japan, with Frances M. Rosenbluth, (Cambridge University Press, 1995).
- 아오키 카즈마스·나가야마 히로유키·사이토우 아츠시 역  일본 정치와 합리적 선택 ― 과두정치 제도적 역학 1868-1932』(勁草書房, 2006년)
- Japanese Law: An Economic Approach, with Minoru Nakazato, (University of Chicago Press, 1998).
- Agency, Partnerships, and Limited Liability Entities: Unincorporated Business Associations, with William A. Klein and Stephen M. Bainbridge, (Foundation Press, 2001, 2nd ed., 2007).
- (미와 요시로우)『 일본경제론의 오해 ― "계열"의 굴레로부터의 해방 』(동양경제신보사, 2001년)
- (미와 요시로우)『 산업정책론의 오해 ― 고도 성장의 진실 』(동양경제신보사, 2002년)
- Measuring Judicial Independence: the Political Economy of Judging in Japan, with Eric B. Rasmusen, (University of Chicago Press, 2003).
- The Japanese Legal System: Cases, Codes, and Commentary, with Curtis J. Milhaupt and Mark D. West, (Foundation Press, 2006).
- The Fable of the Keiretsu: Urban Legends of the Japanese Economy, with Yoshiro Miwa, (University of Chicago Press, 2006).
- (미와 요시로우) 『 경제학의 사용법 ― 실증적 일본 경제론 입문 』(일본평론사, 2007년)

### 편저
- Japanese Law: Readings in the Political Economy of Japanese Law, (Ashgate, 2001).

### 공역 편저
- Japanese Law in Context: Readings in Society, the Economy, and Politics, co-edited with Curtis J. Milhaupt and Michael K. Young, (Harvard University Asia Center, 2001).
- Distribution in Japan,co-edited with Yoshiro Miwa andKiyohiko G. Nishimura, (Oxford University Press, 2002).